# Chaudon-Norante
Chaudon-Norante ist eine französische Gemeinde mit 180 Einwohnern (Stand 1. Januar 2022) im Département Alpes-de-Haute-Provence in der Region Provence-Alpes-Côte d’Azur. Sie gehört zum Kanton Riez im Arrondissement Castellane. Die Bewohner nennen sich die Norantais.

## Geographie
Die zur Gemeinde gehörenden Dörfer heißen La Clappe, Norante, Chaudon, La Bourgea, L’Espinasse und Les Laurens. Norante wird von der Route nationale 85 passiert; dort befindet sich auch die Mairie. Die angrenzenden Gemeinden sind Digne-les-Bains im Norden, Clumanc im Nordosten, Saint-Jacques im Osten, Barrême im Südosten, Senez (Enklave) im Südwesten, Beynes im Westen und Entrages im Nordwesten.

## Bevölkerungsentwicklung

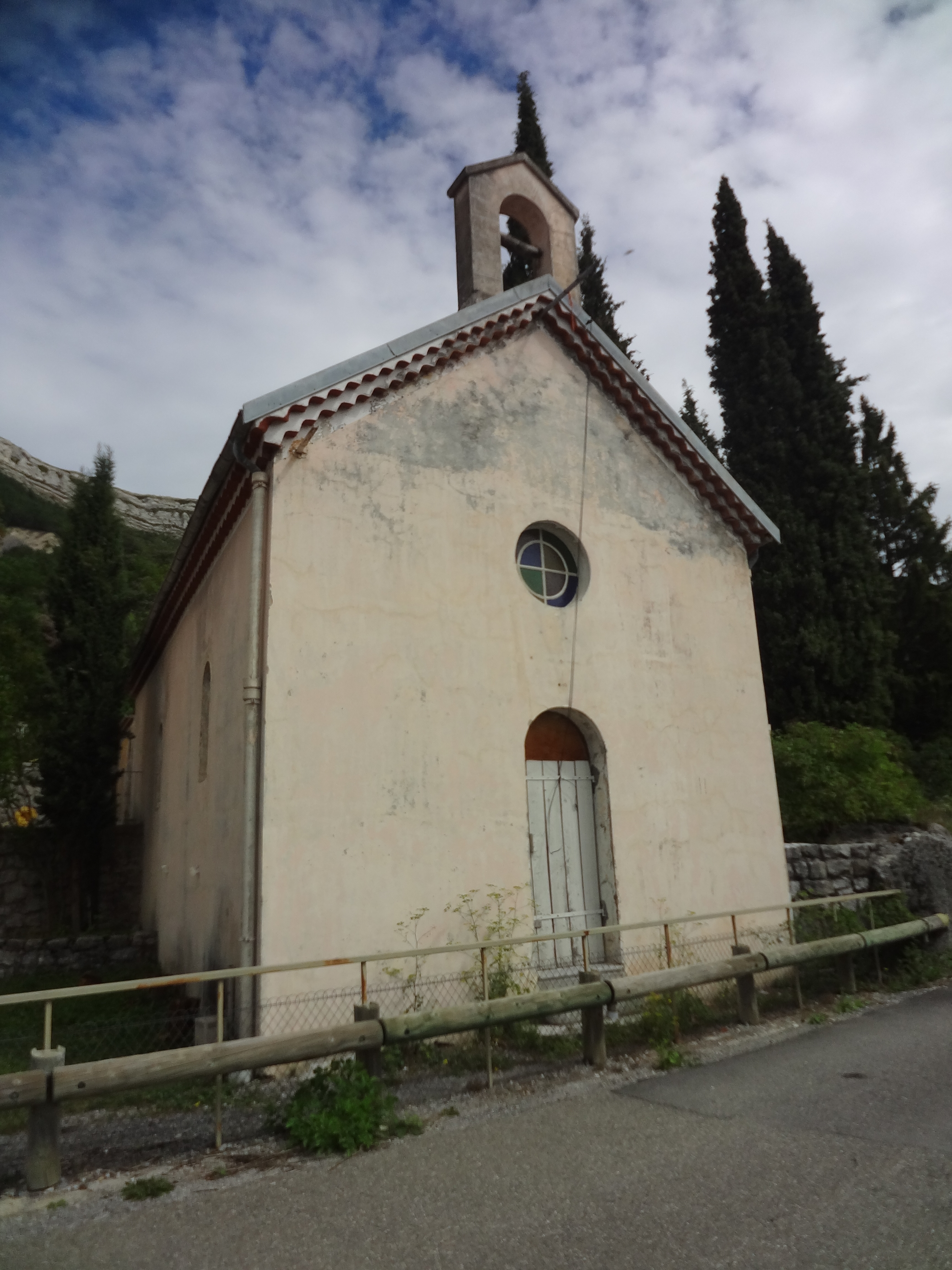
Kapelle Nativité-de-la-Vierge

| Jahr      | 1962 | 1968 | 1975 | 1982 | 1990 | 1999 | 2008 | 2016 |
| --------- | ---- | ---- | ---- | ---- | ---- | ---- | ---- | ---- |
| Einwohner | 105  | 90   | 72   | 76   | 101  | 129  | 144  | 184  |